# Булхак (Рышканский район)
Булхак (рум. Bulhac, Булгак) — село в Рышканском районе Молдовы. Наряду с селами Шумна и Чепария входит в состав коммуны Шумна.

## География
Село расположено на высоте 155 метров над уровнем моря.
Есть одно озеро. Село разделено на 2 части. На 2025год ещё  не провели газ и воду.

## Население
По данным переписи населения 2004 года, в селе Булхак проживает 258 человек (121 мужчина, 137 женщин).
Этнический состав села:
| Национальность | Число жителей | Процентный состав |
| -------------- | ------------- | ----------------- |
| украинцы       | 198           | 76.74             |
| молдаване      | 50            | 19.38             |
| русские        | 10            | 3.88              |
| Всего          | 258           | 100%              |